# 国際スポーツ・フォア・オール協議会
国際スポーツ・フォア・オール協議会（こくさいスポーツ・フォア・オールきょうぎかい、英: The Association For International Sport for All、略称: TAFISA）は、世界中の人々の健康・体力づくりとスポーツ・フォー・オール推進を通して、生活の質を向上させることを目的に設立された国際スポーツ組織である。2009年9月4日に台北で開かれたTAFISAワールドコングレスにおいて、旧称の「国際トリム・フィットネス生涯スポーツ協議会」から改名された。
国際チャレンジデー、TAFISAワールドスポーツ・フォア・オールゲームズ、世界ウォーキングデーを主催している。100ヶ国以上の国からスポーツ振興団体が加盟しており、日本からは1992年に国内4団体（日本体育協会、日本レクリエーション協会、笹川スポーツ財団、健康・体力づくり事業財団）によって設立された日本スポーツ・フォア・オール協議会 (略称: TAFISA-JAPAN、旧称: 日本トリム・フィットネス生涯スポーツ協議会) が加盟している。